# Mathias Ström
Mathias Ström, född 30 december 1987, är en svensk friidrottare (trestegshoppare) tävlande för Örgryte IS. Han vann SM-guld i tresteg utomhus år 2013 och 2015 samt inomhus år 2011 och 2013.

## Personliga rekord
| Utomhus - Längdhopp – 7,07 (Göteborg 20 augusti 2013) - Tresteg – 16,27 (Stockholm 8 september 2013) - Tresteg – 16,31 (medvind 4,0 m/s) (Göteborg 14 juni 2014) | Inomhus - Tresteg – 16,14 (Tammerfors, Finland 8 februari 2014) |